# Distrito de Santa Rosa (Chiclayo)
El distrito de Santa Rosa es uno de los veinte que conforman la provincia de Chiclayo ubicada en el departamento de Lambayeque en el Norte del Perú.
Desde el punto de vista jerárquico de la Iglesia católica, forma parte de la Diócesis de Chiclayo.

## Historia
Santa  Rosa fue creado mediante Ley Regional N.º 174, del 2 de agosto de 1920, en el gobierno del Presidente Augusto Leguía.

## Geografía
Abarca una superficie de 14,09 km².

### Relieve
Es llano con pequeñas lomas y algunas depresiones, que son salinas, donde antiguamente se formaron ciénagas o lagunas. En el siglo XXI están desapareciendo. Posee amplias playas con la presencia de dunas.

### Recursos naturales
Es destacable su fauna marina, con la presencia de gran variedad y cantidad de peces y crustáceos.
Su suelo agrícola es escaso, encontrándose tierras eriazas y salinas.
La flora natural es pobre y se constituye por grama salada, totora, chilco, chope y otras especies ralas.

## Demografía

### Centros poblados

#### Urbanos
- Santa Rosa (12 808 hab.)[3]

#### Rurales
- Laguna Chica (103 hab.)

## Capital
Su capital es el pueblo de Santa Rosa, ubicado a orillas del mar, a 17,6 km de la ciudad de Chiclayo, a 4 m s. n. m..

## Autoridades

### Municipales
- 2023 - 2026[4]
  - Alcalde: Esteban Jacinto Isique, de Somos Perú.
  - Regidores:

  1. Victor German Orosco Nunton  (Somos Perú)
  2. Ericka Fiorella Huamanchumo Viluco(Somos Perú)
  3. David Chaname Lluen(Somos Perú)
  4. Janeth Aracelly Custodio Calvay de Galan (Somos Perú)
  5. Charles David Contreras Vidaurre (Acción Popular)

Alcaldes anteriores
- 2019- 2022 Augusto Sipion Barrios
- 2015-2018:[5] William Giovanny Merino Chavesta, del Partido Alianza para el Progreso (APP).
- 2011-2014:[6] Roberto Carlos Sipión Sono, del Movimiento Fuerza 2011.[7]
- 2007-2010: Andrés Palma Gordillo.

### Policiales
- Comisaría 
  - Comisarioː Suboficial Superior PNP José M. Saavedra Barreto .[8]

## Festividades
- ̈Febreroː Fextimar
- ̈Agostoː Santa Rosa de Lima
- Día del Pescador: se celebra el 29 de junio

## Gastronomía
Santa Rosa, a pesar de ser una caleta pesquera pequeña posee una cultura culinaria exquisita y como característica principal es la utilización de pescado en la elaboración de sus potajes.
Entre los que encontramos:
- Cebiche de pescado, de toyo y de mariscos
- Espesado (Como es costumbre se consume como plato de inicio de semana)
- Chilcano (Plato bandera de la ciudad)
- Tortilla de raya
- Salado de caballa
- Cabrito con frejoles
- Chinguirito
- Caballa enrellenada
- Boda (plato típico en matrimonios)